# Couepia comosa
Couepia comosa är en tvåhjärtbladig växtart som beskrevs av George Bentham. Couepia comosa ingår i släktet Couepia och familjen Chrysobalanaceae. Inga underarter finns listade i Catalogue of Life.